# Lepanthes macrantha
Lepanthes macrantha är en orkidéart som beskrevs av Leslie Andrew Garay. Lepanthes macrantha ingår i släktet Lepanthes och familjen orkidéer. Inga underarter finns listade i Catalogue of Life.